# خدمتکار (فیلم ۲۰۰۵)
خدمتکار (به انگلیسی: Factotum) فیلمی محصول سال ۲۰۰۵ و به کارگردانی بنت هامر است. در این فیلم بازیگرانی همچون مت دیلون، لیلی تیلور، مریسا تومی، آدرین شلی، فیشر استیونس، کرن یانگ و دیدیه فلامان ایفای نقش کرده‌اند. این فیلم بر اساس داستانی به همین نام نوشته چارلز بوکوفسکی ساخته شده‌است.